# لئوناردو د لورنتسو
لئوناردو د لورنتسو (ایتالیایی: Leonardo De Lorenzo؛ ۲۹ اوت ۱۸۷۵ – ۲۹ ژوئیهٔ ۱۹۶۲) موسیقی‌دان، نوازندهٔ برجستهٔ فلوت و مدرس موسیقی اهل ایتالیا بود.
او بعدها، مدرس فلوت در مدرسه عالی موسیقی ایستمن شد. در سال ۱۹۵۱ او کتاب «روایت کامل من از فلوت» را منتشر کرد که در محافل موسیقی کلاسیک موفقیت بزرگی به دست آورد.
در سال ۲۰۰۳، ییندریش فلد، واریاسیون‌های فانتزی خود را بر روی تمی از لئوناردو د لورنتسو برای فلوت سولو منتشر کرد. این مضمون از قطعهٔ «والس رقت‌انگیز»، اُپوس ۲۰ برای فلوت و پیانو الهام گرفته شده است.